# بانک الفلاح
بانک الفلاح (انگلیسی: Bank Alfalah) شرکت خدمات مالی و بانکداری پاکستانی است، که در سال ۱۹۹۷ تأسیس شد.